# Décès en novembre 2021
Décès
- 2017
- 2018
- 2019
- 2020
- 2021
- 2022
- 2023
- 2024
- 2025

Pour une information complémentaire, voir la page d'aide.

| Date         | Nom                                | Activités | Âge | Source |
| ------------ | ---------------------------------- | --- | --- | ------ |
| 1er novembre | Aaron Temkin Beck                  | Psychiatre américain.                                                                                               | 100 | (en)   |
| 1er novembre | Emmett Chapman                     | Musicien américain de jazz.                                                                                         | 85  | (en)   |
| 1er novembre | Dominique Daguet                   | Journaliste, poète et écrivain français.                                                                            | 83  |        |
| 1er novembre | Nelson Freire                      | Pianiste brésilien.                                                                                                 | 77  |        |
| 1er novembre | Dieter Kalenbach                   | Dessinateur et scénariste de bande dessinée allemand.                                                               | 84  | (de)   |
| 1er novembre | Pat Martino                        | Compositeur de jazz et guitariste américain.                                                                        | 77  | (en)   |
| 1er novembre | William Louis Stern                | Botaniste américain.                                                                                                | 95  | (en)   |
| 1er novembre | Marie Alix de Schaumbourg-Lippe    | Princesse allemande.                                                                                                | 98  |        |
| 2 novembre   | John Aiken                         | Joueur professionnel de hockey sur glace américain.                                                                 | 89  | (en)   |
| 2 novembre   | Sabah Fakhri                       | Chanteur ténor syrien.                                                                                              | 88  | (en)   |
| 2 novembre   | Tshitenge Lubabu                   | Journaliste congolais.                                                                                              | 66  |        |
| 2 novembre   | Tom Matte                          | Joueur américain de football américain.                                                                             | 82  | (en)   |
| 2 novembre   | Hiroshi Ogawa                      | Homme politique japonais.                                                                                           | 72  | (ja)   |
| 2 novembre   | Jacques Pimpaneau                  | Sinologue français.                                                                                                 | 87  |        |
| 2 novembre   | Viktor Putyatin                    | Fleurettiste soviétique puis russe, double médaillé d'argent par équipes aux Jeux olympiques d'été de 1968 et 1972. | 80  | (ru)   |
| 2 novembre   | Neal Edward Smith                  | Homme politique américain.                                                                                          | 101 | (en)   |
| 2 novembre   | Mohamed Soukhane                   | Joueur de football franco-algérien.                                                                                 | 90  |        |
| 2 novembre   | Patricija Šulin                    | Femme politique slovène.                                                                                            | 55  | (si)   |
| 2 novembre   | Ernest Wilson                      | Chanteur de reggae jamaïcain.                                                                                       | 69  | (en)   |
| 3 novembre   | Bob Baker                          | Scénariste britannique.                                                                                             | 82  | (en)   |
| 3 novembre   | Joanna Bruzdowicz                  | Compositrice polonaise.                                                                                             | 78  |        |
| 3 novembre   | Georgie Dann                       | Chanteur français.                                                                                                  | 81  | (en)   |
| 3 novembre   | Pablo Armando Fernández            | Poète et écrivain cubain.                                                                                           | 91  | (es)   |
| 3 novembre   | Helga Lindner                      | Nageuse est-allemande puis allemande, médaillée d'argent aux Jeux olympiques d'été de 1968.                         | 70  | (de)   |
| 3 novembre   | Dorothy Manley                     | Athlète de sprint britannique, médaillée d'argent aux Jeux olympiques d'été de 1948.                                | 94  | (en)   |
| 3 novembre   | Jean Pierson                       | Ingénieur et industriel français.                                                                                   | 80  |        |
| 3 novembre   | Philippe Thébaud                   | Paysagiste et urbaniste français.                                                                                   | 75  |        |
| 4 novembre   | Ibedul Gibbons                     | Homme politique paluan.                                                                                             | 77  | (en)   |
| 4 novembre   | Francis Huré                       | Résistant et diplomate français.                                                                                    | 105 |        |
| 4 novembre   | Mario Lavista                      | Compositeur mexicain.                                                                                               | 78  | (es)   |
| 4 novembre   | June Lindsey                       | Physicienne britanno-canadienne.                                                                                    | 99  | (en)   |
| 4 novembre   | Ruth Ann Minner                    | Femme politique américaine.                                                                                         | 86  | (en)   |
| 5 novembre   | Ryszard Grzegorczyk                | Footballeur international polonais.                                                                                 | 82  | (pl)   |
| 5 novembre   | Andris Kolbergs                    | Romancier et scénariste soviétique puis letton.                                                                     | 82  | (lv)   |
| 5 novembre   | Norman Macfarlane                  | Homme d'affaires et politique britannique.                                                                          | 95  | (en)   |
| 5 novembre   | Marília Mendonça                   | Chanteuse de sertanejo brésilienne.                                                                                 | 26  |        |
| 6 novembre   | Manu Bonmariage                    | Réalisateur belge.                                                                                                  | 80  |        |
| 6 novembre   | Maureen Cleave                     | Journaliste britannique.                                                                                            | 87  | (en)   |
| 6 novembre   | Hubert Degex                       | Pianiste français.                                                                                                  | 92  |        |
| 6 novembre   | Kambiz Derambakhsh                 | Caricaturiste iranien                                                                                               | 79  |        |
| 6 novembre   | Pavol Molnár                       | Joueur de football international tchécoslovaque puis slovaque.                                                      | 85  | (sk)   |
| 6 novembre   | Raúl Rivero                        | Poète et journaliste cubain.                                                                                        | 75  | (es)   |
| 6 novembre   | Ioukhym Zviahilsky                 | Homme d'État soviétique puis ukrainien.                                                                             | 88  | (uk)   |
| 6 novembre   | Luíz Antônio dos Santos            | Athlète de fond brésilien.                                                                                          | 57  | (pt)   |
| 7 novembre   | Lioudmila Belavenets               | Joueuse d'échecs soviétique puis russe.                                                                             | 81  | (ru)   |
| 7 novembre   | Hélène Charbonneau                 | Bibliothécaire canadienne.                                                                                          | 92  |        |
| 7 novembre   | Robert Gouzien                     | Écrivain et poète français.                                                                                         | 71  |        |
| 7 novembre   | Carmen Laffón                      | Peintre et sculptrice espagnole.                                                                                    | 87  | (es)   |
| 7 novembre   | Silvio Laurenzi                    | Costumier et acteur italien.                                                                                        | 81  | (it)   |
| 7 novembre   | Jacques Limouzy                    | Homme politique français.                                                                                           | 95  |        |
| 7 novembre   | Igor Nikulin                       | Athlète de lancer de marteau soviétique puis russe, médaillé de bronze aux Jeux olympiques d'été de 1992.           | 61  | (ru)   |
| 7 novembre   | Dean Stockwell                     | Acteur américain.                                                                                                   | 85  | (en)   |
| 8 novembre   | Annette Chalut                     | Résistante française.                                                                                               | 97  | (de)   |
| 8 novembre   | Philippe Denis                     | Poète français. | 74  |        |
| 8 novembre   | Medina Dixon                       | Basketteuse américaine, médaillée de bronze aux Jeux olympiques d'été de 1992.                                      | 59  | (en)   |
| 8 novembre   | Pedro Feliciano                    | Lanceur de baseball portoricain.                                                                                    | 45  | (en)   |
| 8 novembre   | Abdoulkarim Goukoye                | Colonel et homme politique nigérien.                                                                                | ?   |        |
| 8 novembre   | Margo Guryan                       | Pianiste et auteur-compositrice-interprète américaine.                                                              | 84  | (en)   |
| 8 novembre   | Mike Harris                        | Pilote de course automobile rhodésien puis sud-africain.                                                            | 82  | (en)   |
| 8 novembre   | Desiet Kidane                      | Coureuse cycliste érythréenne.                                                                                      | 21  |        |
| 8 novembre   | Sylvère Lotringer                  | Philosophe français.                                                                                                | 83  |        |
| 8 novembre   | Franck Olivier                     | Auteur-compositeur-interprète belge.                                                                                | 73  |        |
| 9 novembre   | Max Cleland                        | Homme politique américain.                                                                                          | 79  | (en)   |
| 9 novembre   | Willis Forko                       | Footballeur libérien.                                                                                               | 37  | (no)   |
| 9 novembre   | Loucif Hamani                      | Boxeur algérien. | 71  |        |
| 9 novembre   | John Kinsella                      | Compositeur irlandais.                                                                                              | 89  | (en)   |
| 9 novembre   | Roger Perron                       | Psychologue clinicien et psychanalyste français.                                                                    | 95  |        |
| 9 novembre   | Jakuchō Setouchi                   | Nonne bouddhiste japonaise.                                                                                         | 99  | (en)   |
| 10 novembre  | Ricard Creus i Marzo               | écrivain et poète catalan.                                                                                          | 93  | (ca)   |
| 10 novembre  | Sylvain Green                      | Acteur français. | 67  |        |
| 10 novembre  | Bernard Hanon                      | Homme d'affaires et chef d'entreprise français.                                                                     | 89  |        |
| 10 novembre  | Spike Heatley                      | Contrebassiste de jazz britannique.                                                                                 | 88  | (en)   |
| 10 novembre  | Isaie Biton Koulibaly              | Écrivain ivoirien.                                                                                                  | 72  |        |
| 10 novembre  | Lu Jun Hong                        | Homme de média australien.                                                                                          | 62  | (zh)   |
| 10 novembre  | André Osi                          | Dessinateur de bande dessinée belge.                                                                                | 62  |        |
| 11 novembre  | Per Aage Brandt                    | Écrivain danois. | 77  | (da)   |
| 11 novembre  | Graeme Edge                        | Batteur britannique.                                                                                                | 80  | (en)   |
| 11 novembre  | Frederik de Klerk                  | Avocat et chef d'État sud-africain.                                                                                 | 85  |        |
| 11 novembre  | Jean Le Droff                      | Joueur français de rugby à XV.                                                                                      | 82  |        |
| 11 novembre  | Bernard Morel                      | Économiste et professeur des universités français.                                                                  | 75  |        |
| 11 novembre  | Dino Pedriali                      | Photographe italien.                                                                                                | 71  | (it)   |
| 11 novembre  | Glen de Vries                      | Homme d'affaires touriste de l'espace américain.                                                                    | 49  | (en)   |
| 11 novembre  | Carl von Essen                     | Épéiste suédois. | 81  | (en)   |
| 12 novembre  | Bob Bondurant                      | Pilote automobile américain.                                                                                        | 88  | (en)   |
| 12 novembre  | Ramuntxo Camblong                  | Homme politique français.                                                                                           | 82  |        |
| 12 novembre  | Lothar Claesges                    | Cycliste sur piste allemand, champion olympique par équipe aux Jeux olympiques d'été de 1964.                       | 79  | (de)   |
| 12 novembre  | Matthew Festing                    | Grand maître de l'ordre souverain de Malte, britannique.                                                            | 71  | (en)   |
| 12 novembre  | Ron Flowers                        | Footballeur britannique.                                                                                            | 87  |        |
| 12 novembre  | Gian Piero Galeazzi                | Rameur d'aviron puis journaliste italien.                                                                           | 75  | (it)   |
| 12 novembre  | Aleksandr Lenev                    | Footballeur soviétique puis russe.                                                                                  | 77  | (ru)   |
| 12 novembre  | Ágata Lys                          | Actrice et mannequin espagnole.                                                                                     | 67  | (es)   |
| 13 novembre  | Hadiya Khalaf Abbas                | Femme politique syrienne.                                                                                           | 63  | (ar)   |
| 13 novembre  | Rasim Aliyev                       | Architecte soviétique puis azerbaïdjanais.                                                                          | 87  | (az)   |
| 13 novembre  | Alexander Boswell                  | Militaire britannique.                                                                                              | 93  | (en)   |
| 13 novembre  | Ivo Georgiev                       | Footballeur bulgare.                                                                                                | 49  | (bg)   |
| 13 novembre  | Sam Huff                           | Joueur américain de football américain.                                                                             | 87  | (en)   |
| 13 novembre  | John Pearson                       | Écrivain britannique.                                                                                               | 91  | (en)   |
| 13 novembre  | Wilbur Smith                       | Écrivain et romancier sud-africain.                                                                                 | 88  |        |
| 13 novembre  | Emi Wada                           | Costumière japonaise.                                                                                               | 84  | (en)   |
| 14 novembre  | Etel Adnan                         | Poétesse et écrivaine américano-libanaise.                                                                          | 96  |        |
| 14 novembre  | Bertie Auld                        | Footballeur britannique.                                                                                            | 83  | (en)   |
| 14 novembre  | Sani Dangote                       | Homme d'affaires nigérian.                                                                                          | ?   | (en)   |
| 14 novembre  | Jacques Jourquin                   | Éditeur et écrivain français.                                                                                       | 86  |        |
| 14 novembre  | Françoise Oriane                   | Comédienne belge.                                                                                                   | 81  |        |
| 14 novembre  | Pierre Reid                        | Homme politique canadien.                                                                                           | 73  |        |
| 14 novembre  | Jerzy Tomziński                    | Prêtre catholique polonais.                                                                                         | 102 | (pl)   |
| 15 novembre  | Katarina Blagojević                | Joueuse d'échecs yougoslave puis serbe.                                                                             | 78  | (sr)   |
| 15 novembre  | Georges Claisse                    | Acteur français. | 80  |        |
| 15 novembre  | Clarissa Eden                      | Épouse du Premier ministre britannique.                                                                             | 101 | (en)   |
| 15 novembre  | Julio Lugo                         | Joueur dominicain de baseball.                                                                                      | 45  |        |
| 16 novembre  | Cérès Franco                       | Galeriste et collectionneuse franco-brésilienne.                                                                    | 95  |        |
| 16 novembre  | Sezai Karakoç                      | Poète, écrivain et intellectuel turc.                                                                               | 88  |        |
| 16 novembre  | Alphonse Martinez                  | Footballeur français.                                                                                               | 93  |        |
| 16 novembre  | Jean Micault                       | Pianiste et professeur d'université français.                                                                       | 96  |        |
| 17 novembre  | Leonid Bartenyev                   | Athlète de sprint soviétique puis ukrainien, double médaillé d'argent aux Jeux olympiques d'été de 1956 et 1960.    | 88  |        |
| 17 novembre  | Young Dolph                        | Rappeur américain.                                                                                                  | 36  | (en)   |
| 17 novembre  | Jacques Hamelink                   | Poète, écrivain et critique littéraire néerlandais.                                                                 | 82  | (nl)   |
| 17 novembre  | Theuns Jordaan                     | Chanteur sud-africain.                                                                                              | 50  | (en)   |
| 17 novembre  | Art LaFleur                        | Acteur américain.                                                                                                   | 78  | (en)   |
| 17 novembre  | Patrice Louis                      | Écrivain, journaliste et blogueur français.                                                                         | 74  |        |
| 17 novembre  | Stu Rasmussen                      | Homme politique américain transgenre.                                                                               | 71  | (en)   |
| 17 novembre  | Igor Savotchkine                   | Acteur soviétique puis russe.                                                                                       | 58  | (ru)   |
| 17 novembre  | Tom Stoddart                       | Photographe et photojournaliste britannique.                                                                        | 67  | (en)   |
| 18 novembre  | Olivier Bloch                      | Philosophe français.                                                                                                | 91  |        |
| 18 novembre  | Slide Hampton                      | Tromboniste de jazz américain.                                                                                      | 89  | (en)   |
| 18 novembre  | Gwendoline Jarczyk                 | Philosophe française.                                                                                               | 94  |        |
| 18 novembre  | Ali Haydar Kaytan                  | Homme politique turc.                                                                                               | 69  | (en)   |
| 18 novembre  | Dzyanis Kowba                      | Footballeur biélorusse.                                                                                             | 42  | (ru)   |
| 18 novembre  | Ragnhild Pohanka                   | Femme politique suédoise.                                                                                           | 89  | (sv)   |
| 18 novembre  | Jean-Claude Raynaud                | Organiste français.                                                                                                 | 84  |        |
| 18 novembre  | Mick Rock                          | Photographe britannique.                                                                                            | 72  | (en)   |
| 18 novembre  | Oswald Wiener                      | Écrivain et cybernéticien autrichien.                                                                               | 86  | (de)   |
| 18 novembre  | Ardeshir Zahedi                    | Diplomate et homme politique iranien.                                                                               | 93  | (en)   |
| 19 novembre  | Abderrahmane Amalou                | Homme politique marocain.                                                                                           | 83  | (ar)   |
| 19 novembre  | Jade Chkif                         | Acteur franco-marocain.                                                                                             | 41  |        |
| 19 novembre  | Don Kojis                          | Basketteur américain.                                                                                               | 82  | (en)   |
| 19 novembre  | Will Ryan                          | Acteur et compositeur américain.                                                                                    | 72  | (en)   |
| 19 novembre  | György Schöpflin                   | Homme politique hongrois.                                                                                           | 81  | (hu)   |
| 19 novembre  | Hank Von Helvete                   | Musicien norvégien.                                                                                                 | 49  | (en)   |
| 19 novembre  | Norman Webster                     | Journaliste canadien.                                                                                               | 80  | (en)   |
| 20 novembre  | Josée Forest-Niesing               | Femme politique canadienne.                                                                                         | 56  |        |
| 20 novembre  | Ted Herold                         | Chanteur allemand.                                                                                                  | 79  | (de)   |
| 20 novembre  | Billy Hinsche                      | Guitariste, chanteur et compositeur américain.                                                                      | 70  | (en)   |
| 20 novembre  | Rita Letendre                      | Peintre, muraliste et graveuse canadienne.                                                                          | 93  |        |
| 20 novembre  | Ray McLoughlin                     | Joueur irlandais de rugby à XV.                                                                                     | 82  | (en)   |
| 20 novembre  | Toyonoumi Shinji                   | Lutteur de sumo japonais.                                                                                           | 56  | (en)   |
| 21 novembre  | Robert Bly                         | Poète, éditeur et écrivain américain.                                                                               | 94  | (en)   |
| 21 novembre  | Gordon Crosse                      | Compositeur britannique.                                                                                            | 83  | (en)   |
| 21 novembre  | Lou Cutell                         | Acteur américain.                                                                                                   | 91  | (en)   |
| 21 novembre  | Soheir El Bably                    | Actrice égyptienne.                                                                                                 | 85  | (ar)   |
| 21 novembre  | Antonio Escohotado                 | Traducteur, professeur d'université, essayiste et philosophe espagnol.                                              | 80  | (es)   |
| 21 novembre  | Nina Rouslanova                    | Actrice soviétique puis russe.                                                                                      | 75  | (ru)   |
| 21 novembre  | Jean-Pierre Schumacher             | Moine français, dernier survivant des moines de Tibhirine.                                                          | 97  |        |
| 22 novembre  | Miquel Barceló García              | Docteur en informatique, ingénieur aéronautique et diplômé en énergie nucléaire espagnol.                           | 73  | (es)   |
| 22 novembre  | Janvier Dénagan Honfo              | Chanteur allemand d'origine béninoise.                                                                              | 54  |        |
| 22 novembre  | Kim Friele                         | Militante pour les droits des homosexuels norvégienne.                                                              | 86  | (no)   |
| 22 novembre  | Fayez Ghosn                        | Homme politique libanais.                                                                                           | 71  |        |
| 22 novembre  | Noah Gordon                        | Romancier américain.                                                                                                | 95  | (en)   |
| 22 novembre  | Bernard Holley                     | Acteur britannique.                                                                                                 | 81  | (en)   |
| 22 novembre  | Paolo Pietrangeli                  | Acteur, réalisateur, scénariste et chanteur italien.                                                                | 76  | (it)   |
| 22 novembre  | Marie Versini                      | Actrice française.                                                                                                  | 82  | (de)   |
| 23 novembre  | Chun Doo-hwan                      | Général et homme d'État sud-coréen.                                                                                 | 90  | (en)   |
| 23 novembre  | Marko Grilc                        | Snowboardeur slovène.                                                                                               | 38  | (sl)   |
| 23 novembre  | James Fitz-Allen Mitchell          | Agronome, hôtelier et homme politique vincentais.                                                                   | 90  | (en)   |
| 23 novembre  | Romuald Schild                     | Archéologue et ethnologue soviétique puis ukrainien.                                                                | 85  | (pl)   |
| 23 novembre  | Andrew Vachss                      | Écrivain et avocat américain.                                                                                       | 79  | (en)   |
| 23 novembre  | Bill Virdon                        | Joueur de baseball puis manager américain.                                                                          | 90  | (en)   |
| 24 novembre  | Aron Atabek                        | Écrivain, poète et dissident politique kazakh.                                                                      | 68  | (en)   |
| 24 novembre  | Luis Hernán Díaz                   | Cycliste sur route colombien.                                                                                       | 76  | (es)   |
| 24 novembre  | Ennio Doris                        | Homme d'affaires italien.                                                                                           | 81  | (it)   |
| 24 novembre  | Wiesław Hartman                    | Cavalier de saut d'obstacles polonais, médaillé d'argent par équipes aux Jeux olympiques d'été de 1980.             | 71  | (pl)   |
| 24 novembre  | Bernard Magnin                     | Joueur français de basket-ball.                                                                                     | 78  |        |
| 24 novembre  | Paul Rousseau                      | Écrivain, poète et romancier canadien.                                                                              | 65  |        |
| 24 novembre  | Thérèse Saint-Julien               | Géographe française.                                                                                                | 79  |        |
| 24 novembre  | Lucien Vieillard                   | Résistant et peintre français.                                                                                      | 97  |        |
| 25 novembre  | Claude Bouchiat                    | Physicien français.                                                                                                 | 89  |        |
| 25 novembre  | Risto Kala                         | Basketteur finlandais.                                                                                              | 80  | (fi)   |
| 25 novembre  | Julien Le Bas                      | Athlète de sprint français.                                                                                         | 97  |        |
| 25 novembre  | Justin Lékoundzou Itihi Ossetoumba | Homme politique congolais.                                                                                          | 80  |        |
| 26 novembre  | Siobhan Cattigan                   | Joueuse de rugby à XV écossaise.                                                                                    | 26  | (en)   |
| 26 novembre  | Doug Cowie                         | Footballeur puis entraîneur écossais.                                                                               | 95  | (en)   |
| 26 novembre  | Michael Fisher                     | Physicien, chimiste et mathématicien britannique.                                                                   | 90  | (en)   |
| 26 novembre  | Roger Fritz                        | Acteur allemand. | 85  | (de)   |
| 26 novembre  | Arezki Kouffi                      | Footballeur algérien.                                                                                               | 72  |        |
| 26 novembre  | Heinrich Pfeiffer                  | Prêtre jésuite et historien de l'art allemand.                                                                      | 82  | (de)   |
| 26 novembre  | Olghina di Robilant                | Journaliste et écrivaine Italienne.                                                                                 | 87  | (it)   |
| 26 novembre  | Stephen Sondheim                   | Compositeur et parolier américain.                                                                                  | 91  |        |
| 26 novembre  | Aleksandr Timoshinin               | Avironneur soviétique puis russe, double champion olympique aux Jeux olympiques d'été de 1968 et 1972.              | 73  | (ru)   |
| 26 novembre  | German Zonine                      | Football et ensuite entraîneur soviétique puis russe.                                                               | 95  | (ru)   |
| 27 novembre  | Mbarek El Filali                   | Footballeur marocain.                                                                                               | 66  |        |
| 27 novembre  | Almudena Grandes                   | Écrivaine et journaliste espagnole.                                                                                 | 61  |        |
| 27 novembre  | Matti Keinonen                     | Hockeyeur sur glace finlandais.                                                                                     | 80  | (fi)   |
| 27 novembre  | Milutin Mrkonjić                   | Homme politique yougoslave puis serbe.                                                                              | 79  | (sr)   |
| 28 novembre  | Virgil Abloh                       | Styliste, designer et disc jockey américain. Directeur artistique pour homme chez Louis Vuitton.                    | 41  |        |
| 28 novembre  | Andreï Andreïevitch de Russie      | Prétendant au trône de Russie.                                                                                      | 98  |        |
| 28 novembre  | Claude Bourgeyx                    | Écrivain et dramaturge français.                                                                                    | 78  |        |
| 28 novembre  | Jacqueline Danno                   | Actrice et chanteuse française.                                                                                     | 90  |        |
| 28 novembre  | Justo Gallego Martínez             | Maçon autodidacte, architecte naïf et sculpteur brut espagnol.                                                      | 96  | (es)   |
| 28 novembre  | Alexandre Gradski                  | Chanteur d'opéra soviétique puis russe.                                                                             | 72  | (ru)   |
| 28 novembre  | Laila Halme                        | Chanteuse finlandaise.                                                                                              | 87  | (fi)   |
| 28 novembre  | Nakamura Kichiemon II              | Acteur, comédien de kabuki et costumier japonais.                                                                   | 77  | (ja)   |
| 28 novembre  | Emmit King                         | Athlète américain.                                                                                                  | 62  | (en)   |
| 28 novembre  | François Moncla                    | Joueur français de rugby à XV.                                                                                      | 89  |        |
| 28 novembre  | Norodom Ranariddh                  | Homme politique et prince cambodgien.                                                                               | 77  |        |
| 28 novembre  | Jiří Srnec                         | Dramaturge, scénographe, metteur en scène, concepteur et compositeur tchèque.                                       | 90  |        |
| 28 novembre  | Herman-Hartmut Weyel               | Homme politique allemand.                                                                                           | 88  | (de)   |
| 28 novembre  | Frank Williams                     | Fondateur anglais de Williams F1 Team.                                                                              | 79  |        |
| 29 novembre  | Kinza Clodumar                     | Homme politique nauruan.                                                                                            | 76  | (en)   |
| 29 novembre  | Arlene Dahl                        | Actrice américaine.                                                                                                 | 96  | (en)   |
| 29 novembre  | David Gulpilil                     | Danseur et acteur australien.                                                                                       | 68  | (en)   |
| 29 novembre  | LaMarr Hoyt                        | Joueur de baseball américain.                                                                                       | 66  | (en)   |
| 29 novembre  | C. J. Hunter                       | Athlète américain.                                                                                                  | 52  |        |
| 29 novembre  | Jean Labellie                      | Peintre paysagiste abstrait français.                                                                               | 101 |        |
| 29 novembre  | Vladimir Naoumov                   | Réalisateur et scénariste soviétique puis russe.                                                                    | 93  | (en)   |
| 29 novembre  | Bernard Rancillac                  | Peintre et sculpteur français.                                                                                      | 90  |        |
| 29 novembre  | Alexander Zaitsev                  | Ingénieur radio et astronome russe .                                                                                | 76  | (ru)   |
| 30 novembre  | Oriol Bohigas i Guardiola          | Écrivain et architecte espagnol.                                                                                    | 95  | (es)   |
| 30 novembre  | Marie-Claire Blais                 | Écrivaine canadienne.                                                                                               | 82  |        |
| 30 novembre  | Phil Dwyer                         | Footballeur gallois.                                                                                                | 68  | (en)   |
| 30 novembre  | Ray Kennedy                        | Footballeur puis entraîneur anglais.                                                                                | 70  | (en)   |
| 30 novembre  | Jonathan Penrose                   | Grand maître international du jeu d'échecs britannique.                                                             | 88  | (en)   |
| 30 novembre  | Charles Revet                      | Homme politique français.                                                                                           | 84  |        |
| 30 novembre  | Trude Unruh                        | Femme politique allemande.                                                                                          | 96  | (de)   |
| 30 novembre  | Erwin Wilczek                      | Footballeur polonais.                                                                                               | 81  | (pl)   |